# Smicanje
Smicanje, smik, posmik ili odrez je opterećenje čvrstoga tijela silama koje djeluju u ravnini nekoga presjeka tijela, a nastoje izazvati paralelno klizanje jednoga dijela presjeka (tankoga sloja) u odnosu na drugi. Tako su na primjer opterećene zakovice koje spajaju krajeve metalne vrpce u obruč, kada duž obruča djeluju vlačne sile. Jednako tako, kod torzije (uvijanja) štapa okrugla presjeka momentima (na primjer vratilo), presjeci okomiti na uzdužnu os štapa napregnuti su na smicanje. Smično opterećenje rabi se u nekim tehnološkim postupcima, kao što je na primjer rezanje škarama, probijanje štancanjem i drugo. U elementima konstrukcija smicanje se najčešće javlja zajedno sa savijanjem. Posljedica su smicanja reaktivna posmična (tangencijalna) naprezanja τ koja leže u ravnini presjeka tijela, a raspodijeljena su po nekom zakonu ovisno o načinu djelovanja sila i momenata. Tako su kod savijanja štapova silama naprezanja raspodijeljena parabolično, kod uvijanja linearno i tako dalje. U općem slučaju opterećenja, na svaki beskonačno mali element površine djeluju, osim normalnih, i posmična naprezanja, koja tvore spregove. Pod djelovanjem tih spregova dolazi do promjene prvotno pravoga kuta između dviju međusobno okomitih stranica elementa za mali kut γ (kutna deformacija), koji mjeren u radijanima kod elastičnih deformacija iznosi:
{\displaystyle \gamma ={\tau  \over G}}
gdje je: G - modul smicanja ovisan o materijalu (spreg sila), a može se izračunati s jednakošću:
{\displaystyle G={\frac {E}{2\cdot (1+\nu )}}.}
gdje je:  E - Youngov modul elastičnosti i ν - Poissonov omjer.

## Posmično naprezanje
Smicanje je gotovo uvijek povezano sa savijanjem. Izračunavanje posmičnih naprezanja zbog poprečne sile protumačeno je u vezi s poprečnim savijanjem štapa. I u laboratorijskim uvjetima teško je ostvariti čisto smicanje, pa se pokus smicanja provodi uvijanjem tankih cijevi. Posmično naprezanje nije jednoliko raspodijeljeno po presjeku smicanja. Točno određivanje raspodjele posmičnog naprezanja vrlo je složeno, pa se u praksi proračunava prosječno naprezanje:
{\displaystyle \tau ={\frac {F}{A}}}
gdje je: τ - posmično naprezanje (N/mm2), F - primijenjena sila (N) i A - poprečni presjek materijala koji je paralelan s primijenjenom silom (mm2).
U kratkih svornjaka i zakovica može se naprezanje na savijanje zanemariti i računati samo posmično naprezanje.
Ako istodobno u presjeku djeluju poprečna sila i moment savijanja, posmična će naprezanja biti nejednolično razdijeljena po presjeku, najčešće po zakonu parabole. Tako se posmično naprezanje za neku gredu može izračunati kao:
{\displaystyle \tau ={V\cdot Q \over I\cdot t},}
gdje je: τ - posmično naprezanje u gredi (N/mm2), V - ukupna sila koja djeluje posmično na neki presjek; Q - statički moment presjeka; t - debljina materijala na koje djeluje smicanje; I - moment tromosti ili inercije u tom presjeku. Ovu je jednakost izveo Dmitrij Ivanovič Žuravski 1855. Tako najveće posmično naprezanje iznosi:
- za pravokutni presjek:

{\displaystyle \tau _{max}={3 \over 2}\cdot {\frac {F}{A}}}
za okrugli presjek:
{\displaystyle \tau _{max}={4 \over 3}\cdot {\frac {F}{A}}}
za okrugli presjek s tankom stijenkom:
{\displaystyle \tau _{max}=2\cdot {\frac {F}{A}}}